# Constantin Meunier (film)
Pour plus de détails, voir Fiche technique et Distribution.
Constantin Meunier est le titre d'un  film documentaire belge réalisé en noir et blanc par Paul Flon en 1960 dédié à l'artiste Constantin Meunier,,.

## Synopsis et analyse du documentaire
Ce film commence par quelques vues caractéristiques du Pays Noir avec ses usines, ses hauts fourneaux, ses terrils. Nous pénétrons alors dans l'atelier du maître, devenu musée, panorama d'une ascension pénible, longue et enfin glorieuse.
La caméra analyse divers tableaux, tant ceux ramenés de son séjour en Espagne en 1882 que ceux peints en Belgique dans le Borinage industriel.
Après trente ans de travail au chevalet, Meunier, revient au travail de la sculpture et découvre l'authentique mission de son génie. Ce film s'achève en apothéose sur la présentation de son ensemble et dans ses détails...du Monument au Travail.